# Moscow Raceway
Der Moscow Raceway ist eine Motorsport-Rennstrecke bei Wolokolamsk rund 80 Kilometer nordwestlich der russischen Hauptstadt Moskau. Sie wurde 2012 eröffnet und trug in diesem Jahr die Superbike-Weltmeisterschaft sowie die World Series by Renault aus.

## Planung und Bau

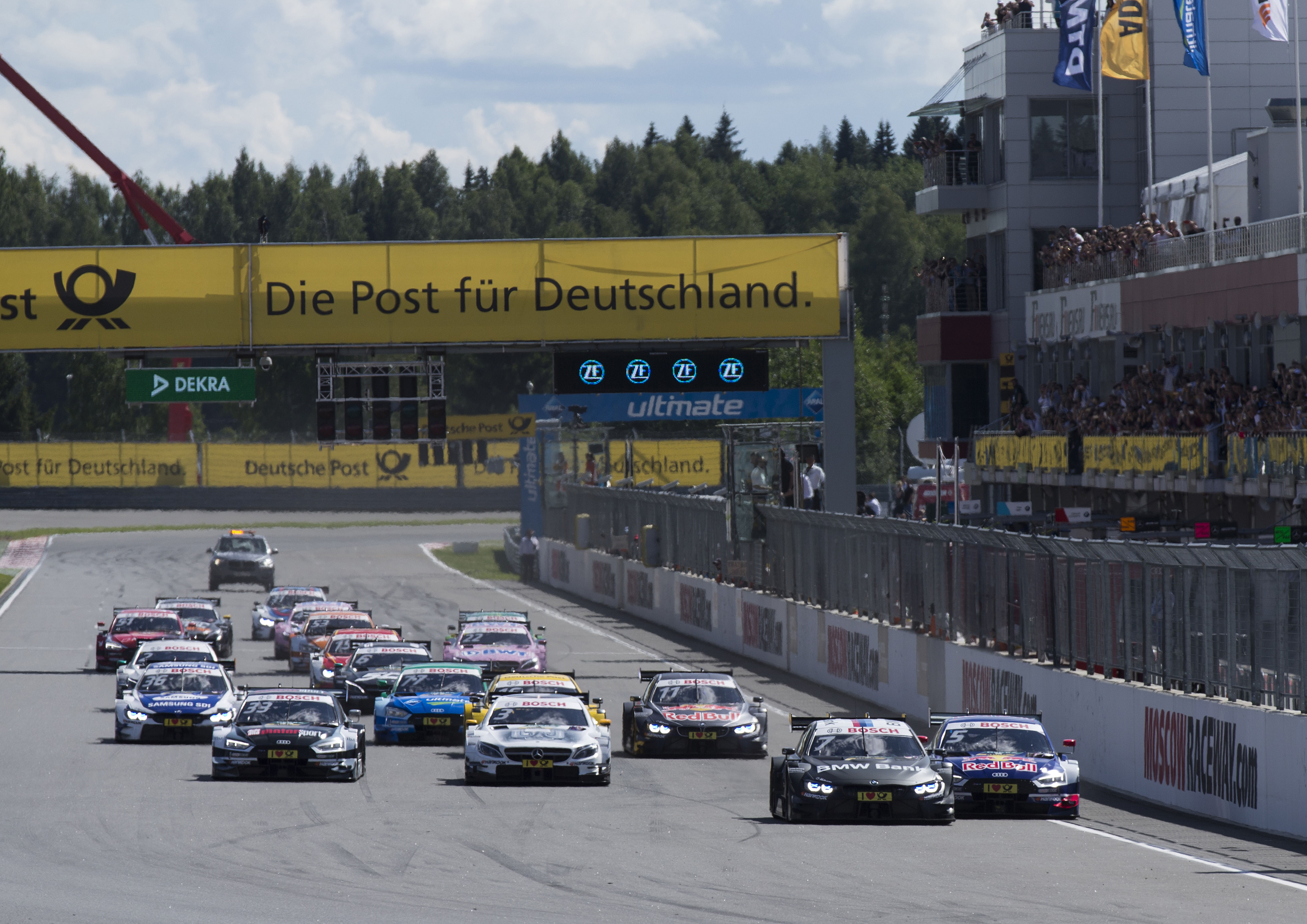
DTM auf dem Moscow Raceway (2017)

Im September 2008 begannen die Planungen für eine permanent genutzte Motorsport-Rennstrecke in Russland mit dem Ziel internationale Rennserien wie die Formel 1 oder DTM auszutragen. Architekt des Projektes ist der Aachener Architekt Hermann Tilke. Am 1. Oktober desselben Jahres wurde der symbolische erste Spatenstich vom Formel-1-Vizeweltmeister von 2001, David Coulthard, an der Strecke gesetzt. 2009 wurde das Formel-1-Projekt zugunsten eines neuen Projekts in Sotschi seitens Bernie Ecclestone fallen gelassen.
Die Strecke ist aktuell (Stand 2024) in die FIA-Kategorie 1 sowie FIM A eingestuft und daher prinzipiell Formel-1-tauglich.

## Strecke
Die Gesamtlänge der Strecke beträgt 4,070 Kilometer. Die Breite variiert zwischen 12 und 21 Metern, die der Start-Ziel-Gerade beträgt 15 Meter. Die Länge der Gegengeraden, die zu Start-Ziel führt, beträgt einen Kilometer. Der maximale Höhenunterschied liegt bei 22 Metern. Jeweils 3 Kurzanbindungen und 3 optionale Schikanen erlauben die Konfiguration von bis zu 17 verschiedenen Layouts. Deren Länge variiert zwischen 1,357 und 4,070 Kilometern.